# أردهة
أردهة هي قرية في مقاطعة ساوجبلاغ، إيران. عدد سكان هذه القرية هو 694 في سنة 2006.